# Маланчук-Рибак Оксана Зіновіївна
Оксана Маланчук-Рибак (нар. 19 червня 1957) — член правління Української Асоціації Дослідників Жіночої Історії, докторка історичних наук, професорка кафедри історії і теорії мистецтва Львівської національної академії мистецтв.
Авторка понад 80 наукових публікацій з питань розвитку жіночого руху та поширення феміністичних ідей в Галичині, а також ролі та образу жінки у мистецтві та культурі різних епох.

## Життєпис
19 червня 1957 р.  народилась у місті Львів. 
1974 р. закінчила середню школу № 28 у місті Львів. 
1980 р. закінчила історичний факультет Львівського Національного Університету імені Івані Франка. 

## Сфера наукових досліджень
Основними напрямками досліджень історикині є історія жіночого руху та поширення феміністичних ідей в Західній Україні наприкінці XIX — у першій половині XX ст. Об'єктом її досліджень є жіночі ролі та образи у мистецтві та культурі різних епох. У доробку авторки — монографії, збірники, навчальні посібники та методичні розробки з дослідження та викладання жіночої історії. Підготувала і викладала спецкурси «Жінка в культурно-історичних епохах Близького Сходу і Європи», «Феміністичні теорії і розвиток жіночого руху другої половини XX ст. в контексті гендерної проблематики» та інші.

## Професійна діяльність
- 1988 р. — захистила кандидатську дисертацію «Проблема емансипації жінки в суспільно-політичному та культурно-освітньому житті Галичини і Буковини в кінці XIX — на початку XX ст.»
- 1990 р. — доцентка кафедри історії і теорії мистецтва Львівської національної академії мистецтв.
- 2007 р. — професорка кафедри історії і теорії мистецтва Львівської національної академії мистецтв
- 2007 р. — захищає докторську дисертацію «Ідеологія і суспільна практика жіночого руху на західноукраїнських землях XIX — першої третини XX ст.: типологія і європейський культурно-історичний контекст».

## Ключові публікації

### Монографія «Ідеологія та суспільна практика жіночого руху на західноукраїнських землях XIX— першої третини XX ст.
На основі широкого кола архівних джерел, публіцистики та фахової літератури дано типологічну ідентифікацію розвитку ідеології жіночого руху на західноукраїнських землях у XIX — першій третині XX ст., проаналізовано європейський контекст еволюційної трансформації ідеї емансипації жінки у структуровану ідеологію фемінізму. Особливу увагу зосереджено на характеристиці основних дискурсів ідеології західноукраїнського жіночого руху, зокрема на з'ясуванні особливостей ліберального, соціалістичного, соціально-християнського фемінізму.

### Хрестоматія «Жінка в історії»
У роботі історикиня розглядає уявлення про жінку та її суспільне становище на різних культурно-історичних етапах. Авторка приділяє увагу статусу жінки у різних сферах: правовій, соціально-економічній, культурній, освітній тощо. У хрестоматії зображена динаміка зміни статусів жінки впродовж таких історичних епох, як: Стародавній світ, давні східні культури, Античність, Європейське Середньовіччя, Ренесанс та Новий час. Саме Новий час, авторка розглядає як період здійснення першого кроку на шляху до появи критичного підходу до усталених поглядів на культурно-історичний феномен статі.

## Інші публікації

### Монографії та збірники
1. Маланчук-Рибак О. Ідеологія і суспільна практика жіночого руху на західноукраїнських землях XIX — першої третини XX ст.: типологія та європейський культурно-історичний контекст: Монографія. — Чернівці: Книги — XXI, 2006. — 500 с.
2. Маланчук-Рибак О. Українські жіночі студії: історіографія та історіософія. — Львів: Наукове Товариство ім. Шевченка у Львові, 1999. — 54 с.
3. Жінка в історії: Навчальна хрестоматія / Авт.-упоряд. О. Маланчук-Рибак. — Львів: ЛНУ ім. Івана Франка, 2002. — 340 с.
4. Жінка в мистецтві / Наук. ред. О. Маланчук-Рибак. — Львів, 2008. — 180 с.

### Статті
1. Жіночий рух в Галичині останньої третини XIX ст. та його міжслов'янські зв'язки // Проблеми слов'янознавства. Республ. міжвідомчий науковий збірник. — Вип. 32. — Львів, 1985. — С. 83—90.
2. Питання соціології жіночої праці у висвітленні І.Франка // Іван Франко — письменник, мислитель, борець за дружбу між народами. Тези доповідей обласної наукової конференції, присвяченої 130–річчю від дня народження великого Каменяра. — Івано–Франківськ, 1986. — С.13—14.
3. Проблеми історії жіночого руху в творчій спадщині академіка М.Возняка // Академік М.Возняк і розвиток української національної культури. Тези наукових читань. — Львів, 1990. — С. 64—66.
4. Іван Франко і проблеми жіночого руху в Австро–Угорщині // Іван Франко і світова культура. Матеріали міжнародного симпозіуму ЮНЕСКО. — Кн. 1. — Київ, 1990. — С. 354—356.
5. Перші жіночі організації у Східній Галичині і Північній Буковині // Україна в минулому. — Вип. 1. — Київ, Львів, 1992. — С. 101—112.
6. Український жіночий рух у контексті теорії соціалізму і національного відродження (кінець XIX — початок XX ст.) // Zeszyty naukowe Uniwersytetu Jagiellońskiego. Prace historyczne. — 1993. — T.MLXXXVIII — Z.103. — S. 71–75.
7. Проблема суспільного становища жінки у спадщині М. Грушевського науковця, громадського діяча // Михайло Грушевський і Західна Україна / ЛДУ ім. І. Франка; НТШ; Відділення історії, філософії і права НАН України; ЗНЦ НАН України, Товариство «Просвіта». — Львів, 1995. — С.125 –131.
8. Рух за емансипацію жінки як чинник соціально-психологічних змін у суспільстві // Національна еліта та інтелектуальний потенціал України. Тези доповідей. Львів, 1996. — С. 226—227.
9. Український емансипаційний рух жінок: європейський контекст і типологічна ідентифікація // Вісник Львівської академії мистецтв. — Вип. 8. — Львів, 1997. — С. 20—26.
10. Проблема емансипації жінки у франкознавчих дослідженнях // Іван Франко — письменник, мислитель, громадянин. — Львів, 1998. — С. 544—550.
11. Жіночий рух на західноукраїнських землях (кінець XIX — 30-ті роки XX ст.) // Жіночі студії в Україні: жінка в історії та сьогодні / За ред.. Л.Смоляр. — Одеса: Астропринт, 1999. — С. 110—128.
12. Порівняльна характеристика руху за емансипацію жінок в Україні і Польщі у XIX — першій половині XX ст. (історіографія та історіософія проблеми) // Проблеми слов'янознавства. — Вип. 50. — Львів, 1999. — С. 125—138.
13. Права жінок у контексті суспільно-правової культури Галичини XIX — початку XX ст. // Вісник Львівського університету. Серія історична. — Вип. 34. — Львів, 1999. — С. 183—197.
14. Український та польський жіночий рух кінця XIX — початку XX ст.: типологічна ідентифікація і порівняльна характеристика // Warszawskie zeszyty ukrainoznawcze. — T. 8—9. — Warszawa, 1999. — S. 188–200.
15. З історії ідейних концепцій українського жіночого руху XIX — початку XX ст. // Записки Наукового товариства ім. Шевченка. Праці історично-філософської секції. — Т. CCXXXVIII. — Львів, 1999. — С. 185—235.
16. З історії жіночого громадського руху // Український історик. — № 4 (147). — Т. XXXVII. — Нью-Йорк, Київ, Львів, Торонто, Париж. — 2000. — С. 122—137.
17. «Передісторія» жіночих студій у розвитку суспільних наук в Україні наприкінці XIX — у першій третині XX ст. // Вісник Львівського університету. Серія історична. — Вип. 38. — Львів, 2003. — С. 459—475.
18. Український жіночий рух у Львові (кінець XIX — перша третина XX ст.) // Український історик. — № 1.–2 (161—162). — Т. XLI. — Нью-Йорк, Київ, 2004. — С. 145—167.
19. Жіночий рух як ідеологія і практика суспільних змін // Основи теорії ґендеру. Навчальний посібник. — Київ: Видавництво К. І. С., 2004. — С.182—218.
20. Фемінізм у системі ідеологічних теорій (галицька модель XIX — поч. XX ст.) // Український жіночий рух на зламі тисячоліть. Матеріали 1-ї Міжнародної науково-теоретичної конференції 24—26 вересня 2004 року. — Львів, 2004. — С.3—11.
21. Феміністичні інспірації в художній культурі Галичини: від романтизму до модернізму // Miłość w sztuce i kulturze. Materiały sesji Studenckiego Koła Naukoweg o Historyków Sztuki Uniwersytety Łódzkiego sekcji Sztuki Dawnej. Łódz 24–25 lutego 2006. — Łódz, 2007. — S. 157–167.
22. «Жінка в мистецтві»: методологічні аспекти інтерпретації // Жінка в мистецтві. — Львів, 2008. — С. 7—18.
23. Wie die Geschichte der ukrainischen Frauenbewegung geschrieben wurde // Wie Frauenbewegung geschrieben wird. Historiographi. Dokumentation. Stellungnahmen. Bibliographien. Germacher J., Vitorelli N. (Hg.). — Löcker, 2009. — S. 259–262.